# نادي كانبيرا سيتي
كانبيرا سيتي الاسم الكامل: (بالإنجليزية: Canberra City Football Club)‏ هو نادي كرة قدم أسترالي تم إنشاؤه في سنة 1977 الميلادية وشارك في الدوري الممتاز أي سي تي.